# C (programski jezik)
Programski jezik C spada u proceduralne programske jezike koji je razvijen u ranim 70-im godinama 20. stoljeća.

## Povijest razvoja
Autor ovog programskog jezika je Dennis Ritchie, no značajan doprinos nastanku C-a dali su i Ken Thompson kao autor programskog jezika B i Martin Richards, autor programskog jezika BCPL. Dennis Ritchie je stvorio ovaj programski jezik za rješavanje praktičnih problema kodiranja sistemskih programa i jezgre operacijskog sustava UNIX, koji je praktički u cijelosti napisan u C-u.
Programski jezik C dosta se mijenjao tijekom godina te je u više navrata neformalno i formalno standardiziran. Prva važnija inačica poznata je pod nazivom "K&R C", što je engl. kratica prezimena dvaju autora najpoznatijeg C priručnika "The C Programming Language", a to su Brian Kernighan i Dennis Ritchie. Prvo izdanje te vrlo sažeto i precizno pisane knjige koje datira iz 1978. godine ujedno je de facto standardiziralo jezik u 70-ima. Drugo izdanje iz 1988. godine opisuje "ANSI C", standard kojeg je 1983. godine definirao američki nacionalni institut za standardizaciju, a koji je i danas podržan. Godine 1999. je donesen ISO/IEC 9899:1999 ili ga "C99". Krajem 2011. usvojen je ISO/IEC 9899:2011, poznat kao "C11", 2018. je donesen (2017. je počeo razvoj) ISO/IEC 9899:2018 ili ga "C17".
Kao jedan od najvažnijih jezika u povijesti komercijalne računalne industrije, C je do danas ostao jedini programski jezik prilagođen za sve računalne platforme, od malih sustava pa do mrežnih superračunala. Programi napisani u njemu vrlo su bliski načinu rada hardvera te u načelu zahtijevaju od programera dobro razumijevanje rada procesora, memorije, ulazno-izlaznih sklopova itd. No, rad s registrima procesora i adresiranje memorije apstrahirani su pomoću koncepta varijabli i pokazivača što uz eksplicitne kontrolne strukture i funkcije znatno olakšava programiranje u odnosu na izravno programiranje u strojnim jezicima.

## Proširivanje na objektno orijentirano programiranje
Tijekom 1980-ih, Bjarne Stroustrup zajedno s drugim istraživačima u Bell Labs proširuje C dodavajući sposobnosti objektno orijentiranog programiranja, a naziv ovog novog programskog jezika je C++. Nažalost, takva kompatibilnost također podrazumijeva da su problemi koje programiranje u C-u nosi sa sobom naslijeđeni u C++-u. Efikasno i sigurno programiranje u C-u vrlo je zahtjevna vještina koja traži višegodišnje iskustvo pa je stoga C jezik koji se ne preporučuje početnicima, posebice ako im programiranje nije primarni posao.

## Uporaba
C je jezik opće namjene, što znači da se u njemu može napraviti apsolutno sve: od rješavanja zadataka, do pisanja drivera, operacijskih susatava, tekst procesora ili igara. C, kao jezik, ni u čemu ne ograničava. Omogućuje i uključivanje naredbi pisanih asemblerski, zbog čega je zajedno s mogućnošću direktnog pristupa pojedinim bitovima, bajtovima ili cijelim blokovima memorije, pogodan za pisanje sistemskog softvera. Zbog tih karakteristika C je među popularnijim programskim jezicima i rabe ga mnogi programeri. Rezultat toga je postojanje velikog broja prevoditelja za C i alata te stalno dostupne pomoći na internetu. Programi pisani u C-u su prenosivi (mogu se prevoditi i izvršavati na različitim porodicama računala uz minimalne ili nikakve ispravke) i obično su vrlo brzi. Postoje mnogi prevoditelji za jezik C, a jedan od najkorištenijih je GNU C Compiler i Clang.

## Problemi
Mnogobrojni problemi vezani prije svega za upravljanje memorijom koje programer mora sam eksplicitno kodirati razlog su da je danas većina novih korisničkih aplikacija napisana u nekom modernijem jeziku koji ima ugrađeno automatsko upravljanje memorijom (engl. garbage collection), ne dopušta izravan rad s memorijom pomoću pokazivača te ima podršku za upravljanje kodom odnosno njegovom okolinom za vrijeme njegova izvođenja. Danas se relativno rijetko ukazuje potreba za pisanjem novih korisničkih aplikacija izravno u C-u, pa čak i u vrlo malim sustavima kao što su primjerice mobilni telefoni. Glavno područje njegove uporabe su sistemski programi na strani poslužitelja (engl. servers), programi prevoditelji (engl. compilers) i jezgre operativnih sustava (engl. operating system kernels), gdje je potreba za najvećom mogućom brzinom izvođenja, efikasnom kontrolom resursa i izravnom kontrolom hardvera od primarne važnosti.

## Skup znakova
Osnovni skup znakova u programskom jeziku C su:
- Malo i veliko slova abecede: a–z A–Z
- Brojevi : 0–9
- Posebni znakovi ! " # % & ' ( ) * + , - . / : ; < = > ? [ \ ] ^ _ { | } ~
- bijeli razmaci: razmak, vodoravni razmak, Okomiti razmak, prekid stranice, nova linija

Prije pojave standarda C11 u programskom jeziku C u standardu nije bilo moguće umetnuti posebne znakove (UTF8), ratifikacijom standard C11 sada je moguće umetnuti posbene znakove u heksadecimalnom obliku \uXXXX ili \UXXXXXXXX.

## Ključne riječi
Programski jezik C u standardu C89 ima samo 32 ključne riječi, ove riječi nije moguće primijeniti za variable ili za neke druge svrhe kao recimo imena funkcija, konstanti ili slično:
| auto break case char const continue default do | double else enum extern float for goto if | int long register return short signed sizeof static | struct switch typedef union unsigned void volatile while |

Stadardom C99 dodaje se još 5 novih riječi:
| _Bool _Complex | _Imaginary inline | restrict |

Standardom C11 dodaje se još 7 novih riječi:
| _Alignas _Alignof | _Atomic _Generic | _Noreturn _Static_assert | _Thread_local |

## Struktura programa pisanog u C-u
Najjednostavniji program je onaj koji zadani tekst ispisuje na ekran. Da bi se mogao ispravno napisati čak i tako jednostavan program, potrebno je poznavati strukturu programa odabranog programskog jezika.
Struktura programa odnosi se na način pisanja programa i ako se ona ne poštuje, program neće raditi, bez obzira na to što su uporabljene sve potrebne naredbe. 
Svaki program pisan u programskom jeziku C sastavljen je od niza funkcija. Glavna i jedina obavezna funkcija u programu je funkcija main( ). Program se može sastojati i od većeg broja funkcija.
Bitna razlika između C-a i ostalih programskih jezika je u tome što u C-u ne postoje ugrađene funkcije. One se nalaze u bibliotekama funkcija koje se isporučuju zajedno s prevoditeljem. Biblioteke funkcija nastale su standardizacijom C-a, pa je dovoljno na početku programa najaviti da će se upotrebljavati određena biblioteka i u cijelom programu dostupne su sve funkcije koje se u njoj nalaze. Tako se biblioteka u kojoj se nalaze funkcije za ulaz i izlaz podataka naziva stdio.h, matematičke funkcije nalaze se u biblioteci math.h, a funkcije za rad sa znakovnim varijablama u biblioteci string.h.
Na početku svakog C programa uobičajeno je pisati pretprocesorske naredbe kojima se pozivaju biblioteke funkcija koje se rabe u programu. Opći oblik te naredbe je: #naredba parametri. Najčešće upotrebljavana pretprocesorska naredba je: #include <ime datoteke> i obavezno se piše prije funkcije main( ). Prevođenjem programa na mjesto naredbe #include kopira se sadržaj navedene datoteke.
Isto tako, prije samog pisanja programa treba istaknuti da se programi napisani u C-u sastoje od niza međusobno povezanih funkcija čiji broj nije ograničen. U svakom programu je obavezna samo jedna funkcija - funkcija main( ) koja označava mjesto na kojem počinje izvršavanje programa. Početak i kraj funkcije označava se vitičastim zagradama. 
Nakon svake naredbe u C-u mora stajati znak ; koji (kao i u Pascalu) označava kraj jedne i početak druge naredbe.

## Programski primjer
U sljedećem primjeru korisnik unosi 2 broja, a nakon unosa na zaslonu se ispisuje njihov zbroj:
```
#include
 
<stdio.h>

int
 
main
(
void
)
 
{

	
int
 
a
,
 
b
;

	
scanf
(
"Prvi broj  %d"
,
&
a
);

    
scanf
(
"Drugi broj %d"
,
&
b
);

	
printf
(
"Njihov zbroj je = %d
\n
"
,
a
+
b
);

	
return
 
0
;

}

```

U sljedećem primjeru na zaslonu će se ispisati tablica množenja do 10:
```
#include
 
<stdio.h>

int
 
main
(
void
){

    
int
 
a
,
 
b
;

    
for
(
a
=
1
;
 
a
<=
10
;
 
a
++
)

       
for
(
b
=
1
;
 
b
<=
10
;
 
b
++
)

          
printf
(
"%d*%d=%d
\n
"
,
 
a
,
 
b
,
 
a
*
b
);

    
return
 
0
;

}

```

## Funkcije za ispis

### Ispis teksta
Najčešće upotrebljavana funkcija za ispis u C-u je ona za formatirani ispis: printf( ).
Njezina sintaksa ima ovaj oblik:
```
printf
 
(
"niz znakova koji se trebaju ispisati na zaslonu"
);

```

Zbog već istaknute specifičnosti C-a, koji sve funkcije ima pohranjene u bibliotekama funkcija, potrebno je pretprocesorskom naredbom #include najaviti uporabu biblioteke stdio.h u kojoj je pohranjena većina ulazno - izlaznih funkcija.
Primjer korištenja funkcije printf( ):
```
#include
 
<stdio.h>

main
()

{

printf
 
(
"Ispiši ovo na zaslon ekrana"
);

}

```

### Ispis vrijednosti
Sam ispis teksta rabi se vrlo rijetko. Namjena svakog programa je obrada podataka i prikaz rezultata te obrade (ispis dobivenih vrijednosti). Pri ispisu vrijednosti potrebno je definirati format ispisa. Njime se oblikuje način ispisa vrijednosti.
Pojam formata usko je vezan za tipove podataka.
Podaci u C-u mogu biti:
- cjelobrojni (int)
- realni (float)
- realni dvostruke točnosti (double)
- znakovni (char)
- tip podataka koji ne sadržava vrijednost (void)

Svaki od navedenih može biti s predznakom (signed) ili bez njega (unsigned). Opsegvrijednosti se može odrediti parametrima short i long, koji određuju krajnje vrijednosti svakog tipa. Razlika među njima je u broju bitova koje zauzimaju prilikom zapisa u memoriji:
|   | Tip podataka | Vrsta     | Predznak | Duljina (broj bajtova) | Opseg                                                   |
| - | ------------ | --------- | -------- | ---------------------- | ------------------------------------------------------- |
| 1 | int          | short     | signed   | 2                      | -32768 do 32767                                         |
|   | int          | short     | unsigned | 2                      | 0 do 65.535                                             |
|   | int          | long      | signed   | 4                      | –2.147.483.648 do 2.147.483.647                         |
|   | int          | long      | unsigned | 4                      | 0 do 4.294.967.295                                      |
|   | int          | long long | signed   | 8                      | –9.223.372.036.854.775.808 do 9.223.372.036.854.775.807 |
|   |              | long long | unsigned | 8                      | 0 do 18.446.744.073.709.551.615                         |
| 2 | float        |           |          | 4                      | -3.4·10−38 do 3.4·1038                                  |
| 3 | double       |           |          | 8                      | -1.7·10−308 do 1.7·10308                                |
| 4 | char         | long      | signed   | 1                      | -128 do 127                                             |
|   | char         | long      | unsigned | 1                      | 0 do 255                                                |
| 5 | bool         |           |          | 1                      | true (1) ili false (0)                                  |
| 6 | void         |           |          | 0                      | bez vrijednosti                                         |

Za ispis vrijednosti upotrebljava se se funkcija printf( ) koja je oblika:
```
printf
(
"lista formata"
,
 
lista
 
varijabli
);

```

Najčešće korištene oznake formata za ispis:
|   | Format | Značenje                             |
| - | ------ | ------------------------------------ |
| 1 | %c     | oznaka formata za ispis jednog znaka |
| 2 | %d     | ispis cijelog broja                  |
| 3 | %f     | ispis realnog broja                  |
| 4 | %lf    | ispis realnog broja tipa double      |
| 5 | %s     | ispis niza znakova                   |
| 6 | %e     | ispis realnog broja u E-notaciji     |

Izgled ispisa na zaslonu uređuje se unutar dvostrukih navodnika, a u listi varijabli dolazi samo popis varijabli. To prilično olakšava rad s kombiniranim ispisom, jer nema mnogo kompliciranja i kombiniranja naovodnika i zareza kao u ostalim programskim jezicima. Unutar navodnika kreira se izgled ispisa na ekran, a izvan njih redom se navode sve varijable čije se vrijednosti trebaju ispisati. Redoslijed oznaka formata mora odgovarati redoslijedu imena varijabli. Pogrešno zadan format u odnosu na deklaraciju varijable rezultirat će porešnim ispisom.
Primjer:
```
#include
 
<stdio.h>

main
(
 
)

{

printf
(
"
\n
 rezultat izraza %d+%d je %d"
,
 
3
,
 
2
,
 
3
+
2
);

}

```

Na zaslonu će se ispisati:
rezultat izraza 3+2 je 5

## Aritmetički operatori
U programskom jeziku C za zbrajanje se uoptrebljava aritmetički operator +. Preostali standardni aritmetički operatori u C-u su: -, *, / i %. Oni se rabe za matematičke operacije:
|   | Operacija                                | Operator |
| - | ---------------------------------------- | -------- |
| 1 | zbrajanje                                | +        |
| 2 | oduzimanje                               | -        |
| 3 | množenje                                 | *        |
| 4 | dijeljenje                               | /        |
| 5 | modulo (ostatak cjelobrojnog dijeljenja) | %        |

Viši prioritet imaju operatori %, * i /, a niži + i -. Rezultat dijeljenja dvaju cijelih brojeva u C-u je cijeli broj, pa zbog toga ne postoji potreba za posebnim operatorom cjelobrojnog dijeljenja.

## Učitavanje podataka
Podatke u programu dijelimo na:
- varijable - podaci čije se vrijednosti tijekom izvođenja programa mijenjanju
- konstante - podaci čije se vrijednosti ne mogu mijenjati

### Identifikatori
Varijablama, konstantama i funkcijama dodjeljujemo imena - identifikatore. Oni se sastoje od niza alfanumeričkih znakova (brojke i slova), od kojih prvi znak mora biti slovo ili donja crta (_). Dva identifikatora su različita ako se razlikuju u prva 32 znaka. Identifikatori ne smiju biti ključne riječi programskog jezika C. Programski jezik C razlikuje velika i mala slova, tako da su varijable a i A dvije različite varijable.
Za identifikatore nije moguće rabiti ključne riječi. One zajedno sa sintaksom programskog jezika određuju što se i na koji način u određenome programskom jeziku može učiniti. Ključnih riječi u C-u ima poprilično malo (32 ključne riječi definirane standardom ANSI C) no kasnije su proširivane tako da sada u modernim inačicama programskog jezika C ima 44 (koje čine jezgru jezika i dovoljne su za rješavanje svih problema) i pišu se malim slovima.

### Konstante
Konstane su vrijednosti koje se zadaju jedanput i ne mijenjaju se tijekom izvođenja programa. S obzirom na tipove podataka razlikuju se cjelobrojne, realne i znakovne konstante.
Cjelobrojne konstante su cijeli brojevi iz dopuštenog opsega, zapisani u standardnom obliku.
Realne konstante sadržavaju realne brojeve s predznakom ili bez njega, zapisane u standardnom obliku tako da decimalna točka odvaja cjelobrojni dio od decimalnoga. Mogu se zapisati i u eksponencijalom obliku. Pvi dio takvog zapisa je realan broj (s predznakom ili bez njega), zatim slovo e ili E i iza njega cijeli broj (s predznakom ili bez njega), npr. broj 0.02 može biti zapisan kao 2E-2.
Od numeričkih konstanti C dopušta još i oktalne i heksadekadske konstante. Oktalne konstane počinju s 0, a heksadekadske s 0x. (npr. 044 - oktalna, 0xaba - heksadekadska).
Znakovne konstante  zadaju se unutar jednostrukih navodnika - literala ' ' i uglavnom se sastoje od jednog znaka (osim već spomenutih znakovnih konstanti koje se rabe za kontrolu ispisa). Vrijednost znakovne varijable odgovara numeričkoj vrijednosti koja odgovara ASCII kodu znaka koji se nalazi unutar jednostrukih navodnika. Tako je numerička vrijednost znakovne konstante 'Z' 90. Znakovne konstante mogu se pojavljivati u aritmetičkim izrazima i tada se upotrebljava isključivo njihova numerička vrijednost.
Osim navedenih tipova konstanti, programski jezik C definira i konstantu niza znakova (string constant), koja se sastoji od niza znakova unutar para navodnika, npr. "konstanta".
Neke znakovne konstante za kontrolu ispisa:
\f - nova stranica
\n - novi red
\r - povratak na početak linije

### Funkcije za učitavanje
Za unošenje podataka s tipkovnice u C-u postoji nekoliko funkcija. Najčešće se rabi funkcija za formatirani unos podataka scanf( ). Njezina je sintaksa:
```
scanf
(
"lista_formata"
,
lista_varijabli
);

```

Kao i kod funkcije printf( ), u listu formata upisuju se oznake formata za tip varijabli, a u listu varijabli  popis imena varijabli istim redoslijedom kao u popisu formata. Varijable navedene u listi međusobno se odvajaju zarezom. Budući da se u C-u njihove vrijednosti prenose s pomoću adrese, ispred imena imena svake varijable treba dodati i adresni operator & (operator za dodjeljivanje adrese).
Oznake formata tipa varijabli jednake su onima koje se upotrebljavaju u ispisu, ali mora se paziti kako se odvajaju u listi formata, jer to određuje način unosa podataka pri izvođenju programa. Ako su oznake formata odvojene zarezom, i vrijednosti varijabli se prilikom unošenja podataka odvajaju zarezom. Ako nema zareza, vrijednosti se odvajaju razmakom.

## Deklaracija varijabli u C-u
Podaci čije će se vrijednosti mijenjati tijekom izvođenja programa (varijable) moraju se prije sam uporabe najaviti (deklarirati). Deklaracijom se zadaju tip i ime varijable. Varijable se najčešće deklariraju na samome početku programa, ali to nije uvjet.  Varijabla se u C-u može deklarirati izvan svih funkcija, na početku funkcije ili na početku bloka naredbi.
Opći oblik naredbe za deklaraciju jest:
```
tip_podataka
 
lista
 
varijabli
;

```

Tip_podataka jedan je od osnovnih ili korisnički definiranih tipova podataka, a lista_varijabli niz je imena varijabli (odvojenih zarezom) koje će tijekom izvršavanja programa sadržavati vrijednosti zadanog tipa podataka.
Naredbom za deklaraciju se u memoriji rezervira memorijska lokacija za svaku varijablu navedenu u listi varijabli. Veličina rezerviranog prostora ovisi o navedenom tipu podataka (2 bajta za broj tipa int, 4 za float...).
Tako se naredbama:
```
int
 
a
,
 
b
,
 
c
;

float
 
x
,
 
y
;

```

u memoriji rezervira 5 zasebnih lokacija. Za varijable a, b i c one su veličine 2, dok su za varijable x i y veličine 4 bajta.

## Naredba pridruživanja
Naredbom pridruživanja  varijablama se zadaju ili mijenjaju vrijednosti.
Operator pridruživanja u programskom jeziku C je =. Njegova je uloga da vrijednost izraza s desne strane pridruži varijabli na lijevoj strani. Operator pridruživanja ima najniži prioritet izvršavanja.
Opći oblik naredbe za pridruživanje vrijednosti je:
```
varijabla
=
izraz
;

```

Več je rečeno da se varijable u C-u mogu najaviti izvan svih funkcija, na početku funkcije ili na početku bloka naredbi. Područje djelovanja određene varijable ovisi o mjestu na kojem je deklarirana, pa ovisno o tome, varijable mogu biti:
- globalne - deklariraju se izvan svih funkcija i mogu se rabiti u cijelom programu
- lokalne - varijable koje se deklariraju na početku funkcije ili kao argumenti funkcije i dostupne su samo u toj funkciji (ili bloku naredbi). Izvan funkcije ili bloka lokalne varijable ne postoje. Imena tih varijabli u različitim funkcijama ili blokovima mogu biti ista.

Definicijom globalne varijable automatski joj se dodjeljuje vrijednost 0, dok lokalne varijable ne sadržavaju početnu vrijednost i moraju se inicijalizirati posebnom naredbom tijekom deklaracije ili nakon nje (ali prije njezina prvog korištenja). Početne vrijednosti varijablama se dodjeljuju naredbom pridruživanja.
Primjer:  Naredbom int a=5; deklarirana je cjelobrojna varijabla a i pridružena joj je početna vrijednost 5. Isti efekt postiže se ako se varijabla a deklarira (int a;) prije, a naknadno joj se dodijeli početna vrijednost (a=5).

## Biblioteke programa
Uz programski jezik C se isporučuju standardne biblioteke rutina. Biblioteke sadrže procedure, funkcije i promenljive. Rutine iz biblioteka se uključuju u program ključnom reči:    #include <biblioteka.h>
Prva biblioteka koju smo upoznali: stdio.h    sadži rutine i promenljive vezane za ulazno-izlazne poslove.  Ostale biblioteke su:
- h – matematičke funkcije
- h – korisničke funkcije, konverzije, smiještanje podataka itd.
- h – biblioteka za rad sa stringovima
- h – biblioteka za testiranje i konverziju karaktera
- h – biblioteka za rad s datumom i vremenom

OS-specifične:
- h – za rad s konzolom
- h – za pristup rutinama BIOS-a
- h – za rad s funkcijama DOS-a
- h – za rad s funkcijama Windows-a

Stdio.h   funkcije:
- fopen/fclose – otvaranje/zatvaranje datoteke
- fprintf/fscanf – štampanje/čitanje iz datoteke
- printf/scanf – štampanje/čitanje iz standardnog ulaza/izlaza (tastatura/ekran)
- putc/getc – štampanje/učitavanje jednog znaka iz standardnog ulaza/izlaza
- puts/gets – štampanje/učitavanje stringa iz standardnog ulaza/izlaza
- fread/fwrite – učitavanje/snimanje bloka bajtova iz datoteke

Math.h   funkcije:
- sin, cos, tan
- asin, acos, atan
- sinh, cosh, tanh
- exp(x) à ex
- log(x) à ln(x)
- log10(x) à log(x)
- pow(x, y) à xy
- sqrt – kvadratni korijen
- ceil – zaokruživanje na gore
- floor – zaokruživanje na dolje

Stdlib.h     funkcije:
- atof – konverzija stringa u float
- atoi – konverzija stringa u int
- atol – konverzija stringa u long
- rand, random – pseudoslučajni broj
- malloc/free – alokacija/oslobađanje memorije
- exit – završetak rada programa
- system – izvršava program
- abs – apsolutna vrijednost
- qsort – QUICK SORT
- div – cijelobrojno dijeljenje

String.h    funkcije:
- strcpy – kopira polazni string u odredišni
- strncpy – kopira polaznih n slova u odredišni string
- strcat – spaja drugi string na kraj prvog
- strncat – spaja najviše n slova drugog stringa na kraj prvog
- strcmp – poredi stringove
- strncmp – poredi najviše n slova prvog stringa s drugim
- strchr – vraća pokazivač na prvo mesto zadatog slova u stringu
- strstr – vraća pokazivač na prvu pojavu zadatog stringa u prvom stringu
- strlen – vraća dužinu stringa

Ctype.h   funkcije:
- isalpha – je li slovo
- isdigit – je li broj
- isalnum – je li alfanumerik (slovo ili broj)
- iscntrl – je li kontrolni znak
- islower/isupper – je li malo/veliko slovo
- isxdigit – je li heksadecimalna cifra

Time.h    funkcije:
- time – vraća trenutno kalendarsko vrijeme
- difftime – vraća razliku dvaju vremena u sekundama
- strftime – pravi formatiranu tekstualnu reprezentaciju vremena i datuma

Primjeri:
#define _CRT_SECURE_NO_WARNINGS
#include <stdio.h>
#include <string.h>
#include <stdlib.h>

## Vanjske poveznice
- Programiranje u C-u i C++-u
- C-u i C++-u Library / Reference
- Happy Codings